# Мак-Доннелл (хребет)
Мак-Доннелл (англ. MacDonnell Ranges) — горный хребет в Австралии, расположенный в Северной территории.

## География
Мак-Доннелл представляет горное образование протяжённостью около 644 км, расположенное в центральной части Австралии. Состоит из параллельных горных хребтов, протянувшихся к востоку и западу от поселения Алис-Спрингс, а также многочисленных долин и ущелий. Поэтому традиционно хребет делят на две части: Восточный и Западный Мак-Доннелл. Горы состоят из нескольких типов пород, наиболее распространённым из которых является красный кварцит. Кроме того, встречаются горы и холмы из гранита, гнейса, известняка, аспида. Высшая точка Мак-Доннелла, гора Зил, достигает 1531 м и одновременно является высшей точкой Северной территории. В горах находятся истоки многих рек, в том числе, Финка (крупнейшая речная система в центральной части Австралии), Тодда, Хейла и других, большинство из которых протекают через узкие горные ущелья. Горы Мак-Доннелл являются регионом, который лучше всего обеспечен водой в центральной Австралии.
Климат региона засушливый, варьируется в зависимости от высоты над уровнем моря. Осадки выпадают летом, их среднегодовой уровень составляет около 228 мм.
В горах Мак-Доннелл обитает большое количество исчезающих биологических видов (около 53), в том числе 14 видов растений, 18 видов позвоночных животных и 21 вид беспозвоночных. В горах также произрастает 13 эндемичных видов растений, обитает 15 эндемичных видов сухопутных змей. В западной части Мак-Доннелла расположен национальный парк.

## История
Европейским первооткрывателем гор стал шотландский путешественник Джон Мак-Доуэлл Стюарт, который открыл их в 1860 году. Горы названы в честь сэра Ричарда Мак-Доннелла, губернатора Южной Австралии с 1855 по 1862 года. В горах также имеется большое количество древних наскальных рисунков, выполненных австралийскими аборигенами из племени аранда.

## Галерея

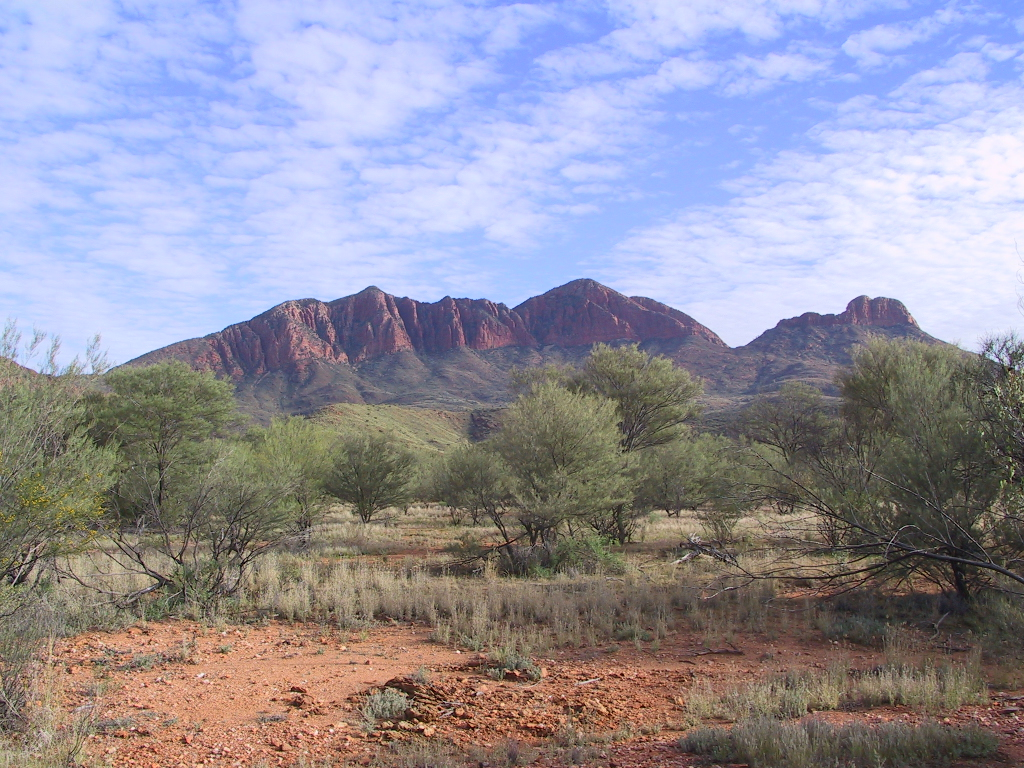
Гора Зондер (1380 м)
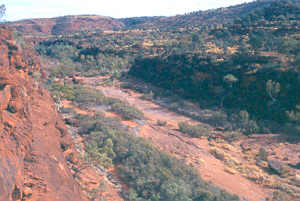
Долина Палм
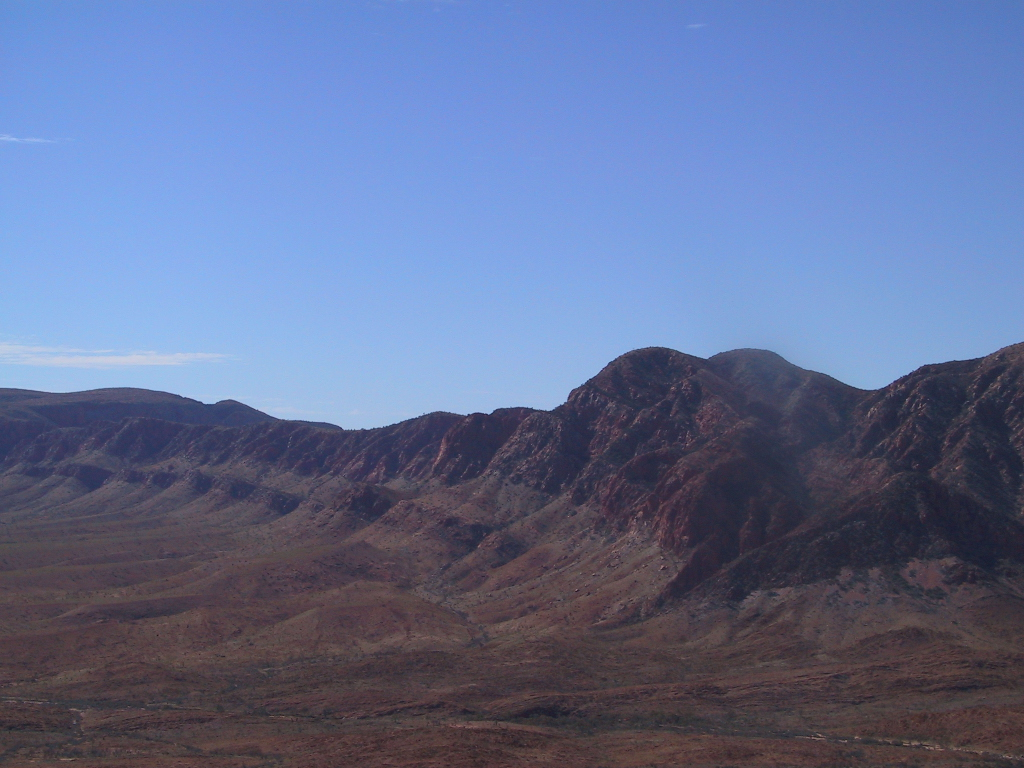
Ormiston Pound
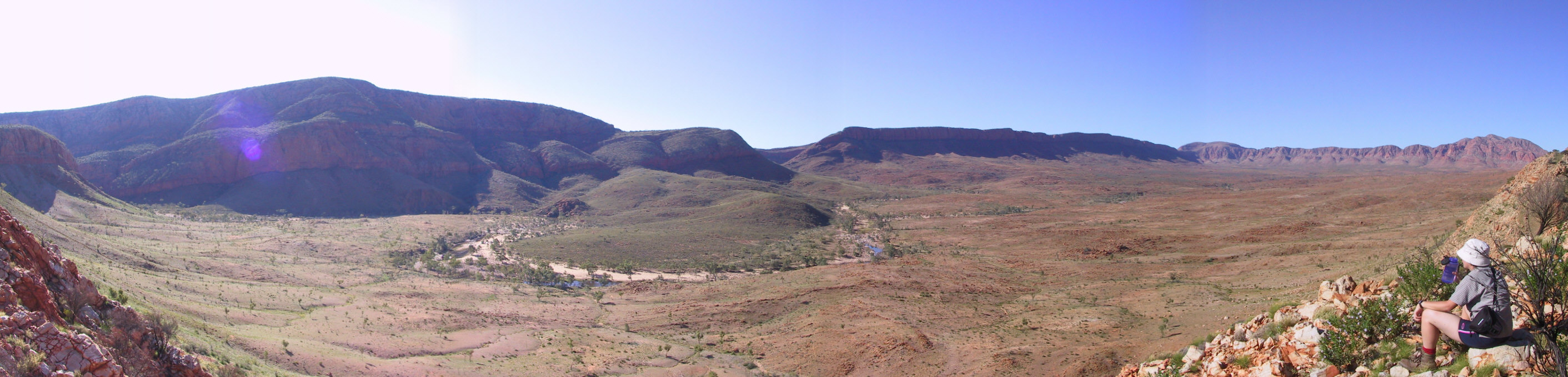
Ormiston Pound и ущелье Орминстон
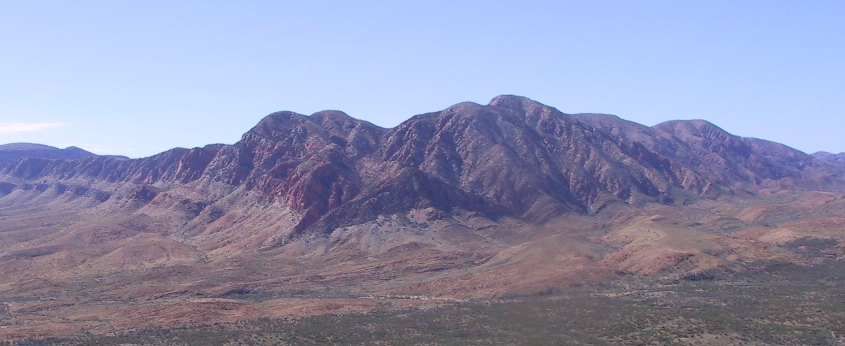
Гора Джайлз (1389 м)
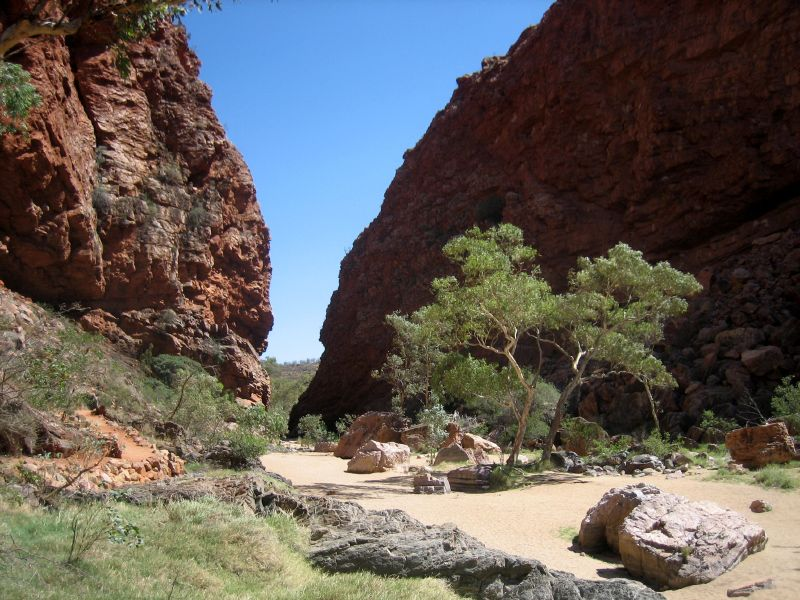
Ущелье Симпсона
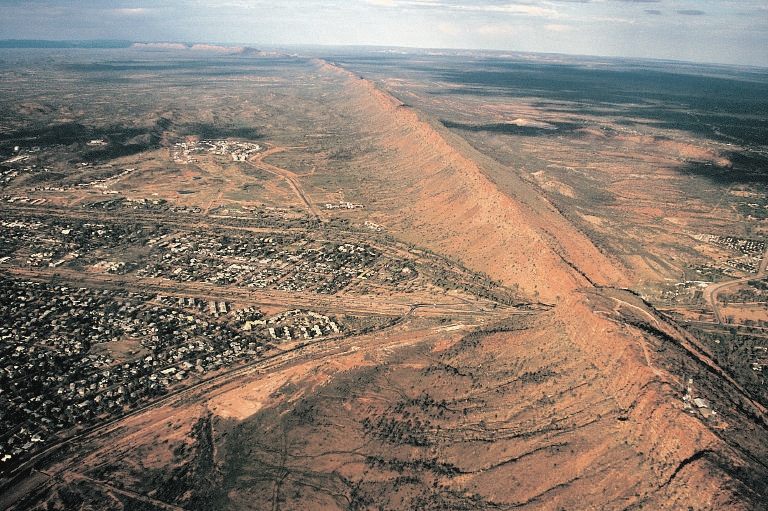
Снимок хребта и Алис-Спрингс с воздуха
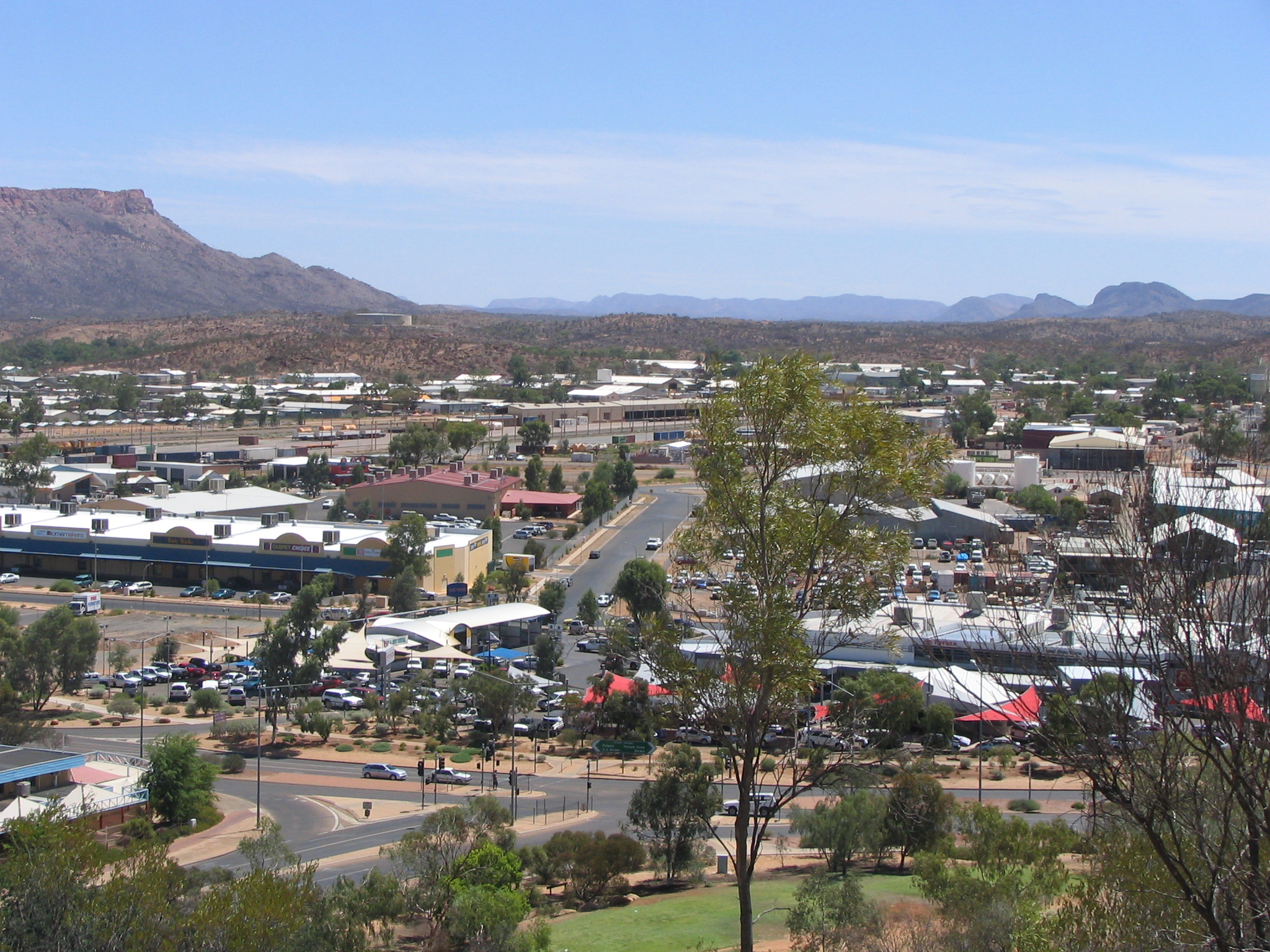
Алис-Спрингс